# Matt Greenhalgh
Matt Greenhalgh é um roteirista britânico.